# Sophie Anna Everhard
Sophie Anna Everhard (* 28. August 1993) ist eine US-amerikanische Schauspielerin. Ihre bekannteste Rolle spielte sie in dem vom Tyra Banks produzierten Film Die Glamour Clique – Cinderellas Rache.

## Filmografie
- 2008: Die Glamour Clique – Cinderellas Rache (The Clique)
- 2008: The Tyra Banks Show (Fernsehserie, 2 Folgen)
- 2009: Zoey 101 (Fernsehserie, 1 Folge)
- 2009: Lincoln Heights (Fernsehserie, 1 Folge)